# Entobdella squamula
Entobdella squamula är en plattmaskart. Entobdella squamula ingår i släktet Entobdella och familjen Capsalidae. Inga underarter finns listade i Catalogue of Life.